# Alias (série télévisée)
Pour les articles homonymes, voir Alias.
Production
Diffusion
Alias est une série télévisée d'espionnage américaine en 105 épisodes de 42 minutes, créée par J. J. Abrams et diffusée entre le 30 septembre 2001 et le 22 mai 2006 sur le réseau ABC et sur le réseau CTV au Canada.
En France, la série a été diffusée à partir du 13 février 2002 sur Téva, puis en clair à partir du 4 septembre 2002 sur M6  dans le cadre de la célèbre programmation « La trilogie du samedi », qui regroupait des séries phares de l'époque. Elle a été également rediffusée sur Direct Star. Au Québec elle a été diffusée à partir du 29 août 2003 sur Ztélé, et en Belgique sur Plug TV.

## Synopsis
Alors qu'elle n'est qu'une simple étudiante, Sydney Bristow, une jeune femme en apparence des plus ordinaires, est recrutée par le SD-6, qu'elle pense être une agence gouvernementale, une division secrète de la CIA chargée d'opérations délicates. Mais lorsqu'elle révèle la vérité à son fiancé, celui-ci se fait assassiner sur ordre d'Arvin Sloane, son patron au SD-6. C'est ainsi qu'elle réalise qu'elle travaillait sans le savoir pour le camp ennemi, l'ennemi qu'elle pensait combattre. Elle contacte alors la véritable CIA et devient un agent double infiltré au SD-6 pour mieux le détruire de l'intérieur. C'est l'occasion pour Sydney de renouer les liens avec son père, lui aussi espion (ce qu'elle ignorait jusqu'alors), et lui aussi agent double ayant le même objectif.
La vie de Sydney devient donc rapidement compliquée, puisqu'elle va devoir apprendre à jongler avec ses différentes « vies » : sa vie en tant qu'espionne pour le SD-6, sa vie en tant qu'espionne pour la CIA, sa vie avec ses amis proches, et sa vie d'étudiante, puisqu'elle est toujours censée suivre des cours à l'université.

## Distribution

### Acteurs principaux
- Jennifer Garner (VF : Laura Blanc) : Sydney Bristow
- Michael Vartan (VF : Éric Legrand) : Michael Vaughn / André Michaux
- Victor Garber (VF : Marcel Guido) : Jack Bristow
- Ron Rifkin (VF : Max André) : Arvin Sloane
- Carl Lumbly (VF : Jean-Louis Faure) : Marcus Dixon
- Kevin Weisman (VF : José Luccioni) : Marshall Flinkman
- Greg Grunberg (VF : Cyrille Artaux) : Eric Weiss (saisons 3 et 4 - récurrent saisons 1, 2 et 5)
- Bradley Cooper (VF : Damien Boisseau) : Will Tippin (saisons 1 et 2 - invité saisons 3 et 5)
- Merrin Dungey (VF : Isabelle Ganz) : Francie Calfo (saisons 1 et 2 - récurrente saison 3 - invitée saison 5) puis Allison Doren (saison 2)
- David Anders (VF : Denis Laustriat) : Julian Sark (saisons 2 et 3 - récurrent saisons 1, 4 et 5)
- Lena Olin (VF : Tania Torrens) : Irina Derevko / Laura Bristow (saison 2 - récurrente saisons 4 et 5)
- Melissa George (VF : Laurence Dourlens) : Lauren Reed (saison 3 - invitée saison 4)
- Mía Maestro (VF : Barbara Delsol) : Nadia Santos (saison 4 - récurrente saisons 3 et 5)
- Rachel Nichols (VF : Dominique Vallée) : Rachel Gibson (saison 5)
- Balthazar Getty (VF : Patrick Borg) : Thomas Grace (saison 5)
- Élodie Bouchez (VF : elle-même) : Renée Rienne (saison 5)
- Amy Acker (VF : Sybille Tureau) : Kelly Peyton (saison 5)

### Acteurs récurrents
- Angus Scrimm (VF : Jacques Berthier) : Calvin McCullough (Saison 1 : Épisodes 1, 4, 18 et 19 / Saison 2 : Épisode 13 / Saison 4 : Épisode 19)
- Ric Young (VF : Philippe Peythieu) : Dr Zhang Lee (Saison 1 : Épisodes 1 et 22 / Saison 2 : Épisodes 10 et 11 / Saison 3 : Épisode 21)
- Aharon Ipalé : Ineni Hassan (Saison 1 : Épisodes 2, 3, 10 et 11)
- Evan Parke (VF : Jean-Paul Pitolin) : Charlie Bernard (Saison 1 : Épisodes 2, 3, 4, 6, 7 et 14)
- Sarah Shahi (VF : Barbara Delsol) : Jenny (Saison 1 : Épisodes 2, 4, 6, 7, 10, 12 et 15)
- Keone Young (VF : Jean-Pierre Rigaux) : Professeur Choy (Saison 1 : Épisodes 3, 8 et 14 / Saison 5 : Épisode 7)
- Gina Torres (VF : Pascale Vital) : Anna Espinosa (Saison 1 : Épisodes 3, 4 et 8 / Saison 4 : Épisodes 8 et 9 / Saison 5 : Épisode 12)
- Yvonne Farrow : Diane Dixon (Saison 1 : Épisodes 5 et 9 / Saison 2 : Épisodes 15, 16 et 19)
- James Handy (VF : Jean-Pierre Rigaux) : Arthur Devlin (Saison 1 : Épisodes 11, 13, 16, 20 et 22 / Saison 2 : Épisode 6 / Saison 5 : Épisodes 10 et 11)
- Joey Slotnick (VF : Hervé Bellon) : Steven Haladki (Saison 1 : Épisodes 12, 13, 16, 17 et 22)
- Patricia Wettig (VF : Véronique Augereau) : Dr Judy Barnett (Saison 1 : Épisodes 12, 18 et 19 / Saison 2 : Épisodes 1, 3, 4 et 20 / Saison 3 : Épisodes 13, 14, 15, 16 et 19)
- Amy Irving (VF : Évelyn Séléna) : Emily Sloane (Saison 1 : Épisodes 15, 16, 20, 21 et 22 / Saison 2 : Épisodes 6, 12 et 18 / Saison 4 : Épisode 19)
- Derrick O'Connor (VF : Igor de Savitch) : Alexander Khasinau (Saison 1 : Épisodes 16, 21 et 22 / Saison 2 : Épisode 1)
- Terry O'Quinn (VF : Michel Le Royer) : Kendall (Saison 1 : Épisode 17 / Saison 2 : Épisodes 2, 3, 4, 7, 8, 9, 11, 12, 13, 14, 15, 16, 17, 18, 21 et 22 / Saison 3 : Épisode 11)
- Amanda Foreman (VF : Vanina Pradier) : Carrie Bowman (Saison 2 : Épisodes 20 et 22 / Saison 3 : Épisodes 1, 4 et 13 / Saison 4 : Épisode 13 / Saison 5 : Épisodes 2 et 16)
- Kurt Fuller (VF : Joël Martineau) : Robert Lindsey (Saison 3 : Épisodes 1, 2, 6, 8, 9 et 10)
- Mark Bramhall : Andrian Lazarey (Saison 3 : Épisodes 1, 9, 10 et 11)
- Isabella Rossellini (VF : Martine Irzenski) : Katya Derevko (Saison 3 : Épisodes 12, 21 et 22 / Saison 4 : Épisodes 15 et 20)
- Sônia Braga (VF : Cathy Cerdà) : Sophia Vargas / Elena Derevko (Saison 4 : Épisodes 12, 17, 18, 20 et 22)
- Tyrees Allen (VF : Benoît Allemane) : Gordon Dean (Saison 5 : Épisodes 1, 3, 4, 5, 6 et 7)

### Acteurs célèbres invités
- Ravil Isyanov : Luri Karpachev (Saison 1 : Épisode 2 / Saison 2 : Épisode 17)
- John Aylward (VF : Raoul Delfosse) : Jeffrey Davenport (Saison 1 : Épisode 2 / Saison 5 : Épisodes 10 et 11)
- Mark Rolston : Seth Lambert (Saison 1 : Épisode 3)
- Miguel Sandoval (VF : Richard Leblond) : Anthony Russek (Saison 1 : Épisodes 4, 9 et 10)
- John Hannah : Martin Shepard (Saison 1 : Épisodes 6 et 7)
- James Hong : Joey (Saison 1 : Épisode 7)
- Tobin Bell (VF : Bernard Tiphaine) : Karl Dreyer (Saison 1 : Épisodes 8 et 9)
- Quentin Tarantino (VF : Jean-Philippe Puymartin) : McKenas Cole (Saison 1 : Épisodes 12 et 13 / Saison 3 : Épisodes 11 - voix et 13)
- Agnes Bruckner : Kelly McNeil (Saison 1 : Épisodes 12 et 13)
- Roger Moore (VF : Claude Giraud) : Edward Poole (Saison 1 : Épisode 16)
- Peter Berg (VF : Guy Chapellier) : Noah Hicks (Saison 1 : Épisodes 18 et 19)
- Tony Amendola : Tambor Barcelo (Saison 1 : Épisode 20 / Saison 2 : Épisode 2)
- James Lesure (VF : Bruno Dubernat) : Craig Blair (Saison 2 : Épisodes 5, 9 et 11)
- Chris Ellis : Agent Chapman (Saison 2 : Épisode 7)
- Derek de Lint : Gerard Cuvee (Saison 2 : Épisode 9)
- Faye Dunaway (VF : Évelyn Séléna) : Ariana Kane (Saison 2 : Épisodes 10, 11 et 12)
- Rutger Hauer (VF : Hervé Bellon) : Anthony Geiger (Saison 2 : Épisode 13)
- Olivia d'Abo : Emma Wallace (Saison 2 : Épisode 14)
- Ethan Hawke (VF : Jean-Pierre Michaël) : James Lennox (Saison 2 : Épisode 14)
- Christian Slater (VF : Jean-Philippe Puymartin) : Neil Caplan (Saison 2 : Épisodes 15 et 19)
- Jonathan Banks (VF : Jean-Claude Balard) : Frederick Brandon (Saison 2 : Épisodes 20 et 22)
- Danny Trejo (VF : Michel Vigné) : Emilio Vargas (Saison 2 : Épisode 20)
- David Carradine (VF : Joël Martineau) : Conrad (Saison 2 : Épisode 20 / Saison 3 : Épisode 19)
- Robert Joy : Dr Hans Jürgens (Saison 2 : Épisode 21)
- Justin Theroux (VF : Bernard Lanneau) : Simon Walker (Saison 3 : Épisodes 4 et 5)
- Clifton Collins Jr. (VF : Emmanuel Karsen) : Javier Parez (Saison 3 : Épisodes 4, 5 et 7)
- Djimon Hounsou (VF : Thierry Desroses) : Kazari Bomani (Saison 3 : Épisodes 5, 17 et 18)
- George Cheung : Ministre Woo (Saison 3 : Épisode 7)
- Richard Roundtree (VF : Med Hondo) : Brill (Saison 3 : Épisodes 8 et 20)
- Pruitt Taylor Vince (VF : Alain Flick) : Campbell / Schapker (Saison 3 : Épisode 8)
- Erick Avari : Dr Vasson (Saison 3 : Épisode 8)
- David Cronenberg (VF : Nicolas Marié) : Dr Brezzel (Saison 3 : Épisodes 9 et 10)
- Griffin Dunne : Leonid Lisenker (Saison 3 : Épisodes 12 et 15)
- Arnold Vosloo : Mr. Zisman (Saison 3 : Épisode 12)
- François Chau : Mr. Cho (Saison 3 : Épisode 12)
- Vivica A. Fox (VF : Danièle Douet) : Toni Cummings (Saison 3 : Épisodes 13 et 21)
- Ian Buchanan : Johannes Gathrid (Saison 3 : Épisode 13)
- Ricky Gervais (VF : Gabriel Le Doze) : Daniel Ryan (Saison 3 : Épisode 15)
- Stana Katic : Hôtesse de l'air (Saison 3 : Épisode 15)
- Raymond J. Barry : George Reed (Saison 3 : Épisodes 16 et 17)
- Peggy Lipton (VF : Emmanuèle Bondeville) : Olivia Reed (Saison 3 : Épisodes 17, 18 - voix et 19)
- Glenn Morshower : Marlon Bell (Saison 3 : Épisodes 19 et 20)
- Angela Bassett (VF : Élisabeth Wiener) : Hayden Chase (Saison 4 : Épisodes 1, 10, 20 et 21)
- Rick Yune : Kazu Tamazaki (Saison 4 : Épisodes 1 et 2)
- Kelly Macdonald (VF : Martine Irzenski) : Kiera MacLaine / Meghan Keene (Saison 4 : Épisode 4)
- Rick Overton : Alexei Vasilevich  (Saison 4 : Épisode 5)
- Jason Segel (VF : Alexis Victor) : Sam Hauser (Saison 4 : Épisode 11)
- Corey Stoll (VF : Jean-Claude Donda) : Sasha Korjev (Saison 4 : Épisode 11)
- José Zúñiga : Roberto Fox (Saison 4 : Épisode 12)
- Ulrich Thomsen : Ulrich Kottor (Saison 4 : Épisode 13)
- Michael K. Williams (VF : Gilles Morvan) : Roberts (Saison 4 : Épisodes 14, 15 et 16)
- Izabella Scorupco (VF : Danièle Douet) : Sabina (Saison 4 : Épisode 15)
- Joel Grey (VF : Philippe Catoire) : Ned Bolger, le clone d'Arvin Sloane (Saison 4 : Épisodes 15, 16 et 19)
- Michelle Forbes (VF : Juliette Degenne): Dr Maggie Sinclair (Saison 4 : Épisode 16)
- Paul Ben-Victor : Carter (Saison 4 : Épisode 16)
- Michael McKean (VF : Patrick Floersheim) : Dr Atticus Liddell (Saison 4 : Épisodes 17 et 18)
- Nestor Serrano : Thomas Raimes (Saison 4 : Épisode 17)
- Andrew Divoff : Lucien Nisard (Saison 4 : Épisodes 20 et 21)
- Patrick Bauchau (VF : Bernard Alane) : Aldo Desantis (Saison 5 : Épisodes 5 et 9)
- Angus Macfadyen (VF : Bruno Dubernat) : Joseph Ehrmann (Saison 5 : Épisodes 7, 12 et 13)
- Caroline Goodall (VF : Josiane Pinson) : Elizabeth Powell (Saison 5 : Épisode 8)
- Michael Massee : Dr Gonzalo Burris (Saison 5 : Épisodes 9 et 12)

### Famille de Sydney Bristow
Version française
- Société de doublage : Dubbing Brothers[1],[2]
- Direction artistique : Pascale Vital[1],[2]
- Adaptation des dialogues : Sylvie Carter, Nadine Giraud, Philippe Rigenbach, Sandrine Chevalier & Caroline Vandjour

 Source et légende : version française (VF) sur RS Doublage et Doublage Séries Database

## Audiences sur ABC
Alias débute devant 15,04 millions de téléspectateurs en septembre 2001 sur ABC. Applaudie par la critique, la série sera propulsée après le Superbowl en janvier 2003 avec l'épisode culte Phase One qui rassemble 17,4 millions de téléspectateurs. Soit la meilleure audience historique de la série. La série s'érode ensuite progressivement : 10,10 millions pour le final de la saison 2, puis 7,65 millions de résistants pour le final de la saison 3.
Alias connaît un sursaut au début de la saison 4 lorsqu'elle est programmée après le nouveau hit de ABC : Lost : Les Disparus. Une autre série signée J.J. Abrams. Portée par le succès de Lost, la saison 4 de Alias démarre avec 15,76 millions de téléspectateurs. Le public déserte de nouveau progressivement (moyenne saison 4 : 10,3 millions) et la saison 5 marque la fin des aventures de Sydney Bristow. Alors que l'on s'attendait à ce que celle-ci propose d'ailleurs 22 épisodes, à l'image des autres saisons, ABC raccourcit cette saison 5, la portant à 17 épisodes seulement (les scénaristes furent toutefois prévenus suffisamment tôt de cette décision pour pouvoir proposer une véritable fin à la série). Déplacée le jeudi soir, Alias s'effondre et l'ultime épisode ne rassemble que 6,68 millions de téléspectateurs en mai 2006.

## Résumés des principaux évènements de chaque saison

### Première saison
Sydney Bristow, une jeune étudiante en littérature anglaise, doit apprendre à coordonner sa vie d'agent double. Elle doit non seulement assurer ses missions au SD-6, aux côtés de Dixon, son partenaire, mais aussi accomplir les contre-missions que la CIA lui confie. Heureusement, elle peut compter sur le séduisant Michael Vaughn, son agent de liaison à la CIA dont elle finit par se rapprocher assez intimement, bien qu'ils s'efforcent l'un comme l'autre de rester professionnels. Durant le même temps, ses relations avec son père s'améliorent depuis qu'elle a appris qu'il était lui aussi espion, et lui aussi agent double. Parallèlement, Sydney est obligée de mentir à son cercle d'amis, qui croient qu'elle travaille pour une banque d'affaires internationales, le Crédit Dauphine, ce qui lui permet de couvrir ses activités d'espionne. Will Tippin, un jeune journaliste tombé amoureux d'elle, enquêtera sur la mort de son fiancé Danny, tué sur les ordres d'Arvin Sloane afin de protéger le SD-6, et se retrouvera à son tour en danger de mort. Au cours de ses différentes missions, Sydney comprend peu à peu que diverses organisations terroristes luttent pour la possession de mystérieux objets créés par Rambaldi, à la fois un prophète et un homme de science qui vivait au XVe siècle. Parmi les adversaires que Sydney doit affronter, une organisation secrète composée d'anciens espions, au service du "Monsieur" ("The Man", en VO), semble très déterminée à éliminer ses "concurrents" (c'est-à-dire les différents services de renseignements) dans la course aux artefacts laissés par Rambaldi. Sydney semble d'ailleurs devoir jouer un rôle central dans l'exécution des prophéties de ce mystérieux personnage. Durant cette première saison, elle apprend aussi que sa mère, Laura Bristow, était en réalité une ancienne agent du KGB, dont le véritable nom était Irina Derevko. Alors que Sydney la croyait morte, elle se retrouve enfin confrontée à elle à la fin de la saison, dans une situation plutôt inconfortable…

### Deuxième saison
Cette saison est en quelque sorte une saison-pivot : si la première partie de la saison poursuit la construction narrative de la saison 1, avec des missions et contre-missions que Sydney doit remplir tour-à-tour, voire simultanément, le milieu de saison marque la fin du SD-6 et la destruction de l'Alliance des Douze. Après ces événements, la vie de Sydney se voit quelque peu simplifiée : elle travaille désormais uniquement pour la CIA, et sa relation amoureuse avec Michael Vaughn devient alors possible. Sa mère, Irina Derevko, qui, dans un premier temps, s'est rendue à la CIA, la trahit et s'enfuit avec Sloane, l'ancien chef du SD-6, afin d'achever ensemble leur quête du secret de Rambaldi. Dans le même temps, elle apprend l'existence d'un ancien projet de la CIA qui consistait à entraîner des enfants à être espions dès leur plus jeune âge. C'est l'occasion pour elle de découvrir que son père l'a fait participer à ce projet et leur relation se dégrade alors. D'autres événements vont alors compliquer la vie de Sydney : Fran, sa meilleure amie, est assassinée et un double prend sa place, procédé rendu possible grâce au Projet Helix. À la fin de la saison, Sydney, qui finit par découvrir la substitution, se bat contre Allison, double de Fran, la tue et s'évanouit. Elle se réveille à Hong Kong et découvre stupéfaite, en reprenant contact avec la CIA, que deux ans se sont passés depuis sa "disparition"...

### Troisième saison
Pour cette troisième saison, qui prend place 2 ans après les événements de la saison 2, les relations entre les personnages ont à nouveau changé et Sydney n'est pas au bout de ses surprises. Michael Vaughn, qui la croyait morte, s'est marié avec une jeune femme blonde, Lauren Reed, et les relations de pouvoir ont changé au sein de la CIA. Alors que Sydney s'efforce de comprendre ce qui lui est arrivé durant les deux années où elle a disparu, elle découvre qu'une organisation secrète contre laquelle la CIA se bat actuellement, le Covenant, est responsable et a tenté de la soumettre à ses ordres sans succès, dans l'optique de réaliser rien de moins que... la réincarnation de Rambaldi. Au cours de ses recherches, elle apprend l'existence d'une demi-sœur Nadia Santos, fille d'Irina et de Sloane, qui, elle aussi, doit jouer un rôle central dans les prophéties. À la fin de la saison, la femme de Vaughn, qui s'était révélée être un agent double pour le Covenant, se fait tuer par son mari et divulgue à Sydney le code d'un coffre-fort dans une banque suisse. Sydney s'y rend alors et découvre un dossier, détenu par son père, qui la bouleverse…

### Quatrième saison
Sydney apprend qu'elle est mutée dans un nouveau département secret de la CIA créé tout récemment, l'Authorized Personnel Only (APO), chargé d'exécuter les missions les plus risquées de la CIA. Une sorte de SD-6, donc, mais qui appartiendrait vraiment, cette fois, à la CIA. À sa grande surprise, elle y retrouve d'anciennes connaissances comme son ancien partenaire Dixon, mais également son père, Jack Bristow, sa demi-sœur Nadia Santos, et Michael Vaughn. Tous ont la mauvaise surprise d'apprendre que cette cellule est dirigée, sur demande de la CIA, par Arvin Sloane. Le but est de profiter des contacts et de l'expérience du vieil homme pour la réussite des missions qui leur sont confiées. Bien sûr, bien des membres de la CIA sont réticents à travailler avec lui, en particulier Sydney. Mais on fait comprendre à Sydney que la direction de la CIA n'est pas dupe, et les membres de l'APO ont également à charge de surveiller Sloane. Un des accords passés avec la CIA stipule, en outre, que ce dernier n'a pas le droit de s'impliquer dans les missions menées dès que celles-ci concernent de près ou de loin Rambaldi. Sydney, à la suite des découvertes faites à la fin de la Saison 3, est à nouveau en froid avec son père. Elle a en effet découvert, par le biais du dossier détenu dans un coffre d'une banque en Suisse, qu'il a ordonné l'exécution de sa mère, Irina. Sydney finit par découvrir qui se cachait derrière le mystérieux Covenant - sa tante Elena Derevko, qui lutte secrètement contre Irina depuis des décennies afin de réaliser le plan ultime de Rambaldi. Finalement, Irina tue Elena. Mais à la fin de la saison, Sydney n'est pas encore au bout de ses surprises : Vaughn lui révèle que son vrai nom n'est pas Michael Vaughn quand soudain un « accident de voiture » l'empêche d'en dire davantage…

### Cinquième et dernière saison
Après avoir appris que Michael Vaughn est actuellement interrogé et suspecté d'être un agent double, Sydney commence à se demander si leurs rapports professionnels et personnels au cours des dernières années n'ont pas été que des mensonges. Quand Sydney découvre qu'elle est enceinte de Vaughn, elle est déterminée à découvrir la vérité à son sujet. Jack commence à s'inquiéter pour sa fille, de peur que Vaughn ne lui inflige la même trahison qu'Irina dans son cas. De nouveaux agents rejoignent l'APO, et une nouvelle organisation criminelle émerge dans la vie de Sydney, Prophète 5, organisation vouée elle aussi à la quête rambaldienne et qui semble avoir tiré les ficelles de tous les événements de ces dernières années. Finalement, Sloane, tuant sa fille par accident, finit par se vouer à nouveau à Rambaldi et, renouant son alliance avec Irina Derevko, découvre le vrai secret de Rambaldi : l'immortalité. Jack, mortellement blessé par Sloane, se suicide en faisant s'écrouler sur ce dernier les murs d'une caverne. Sloane, maintenant immortel, est condamné à passer l'éternité sous un bloc de rochers. Vaughn et Sydney finissent leurs jours heureux avec leurs deux enfants : Isabelle et Jack (qui porte le prénom de son défunt grand-père).  Fin de la saison.

## Récompenses
- Golden Globe Awards 2002 : Meilleure actrice dans une série télévisée dramatique pour Jennifer Garner
- People's Choice Awards 2002 : Nouvelle série dramatique préférée
- Satellite Awards 2003 : Meilleur acteur dans un second rôle dans une série télévisée pour Victor Garber
- Saturn Awards 2003 :
  - Meilleure série
  - Meilleure actrice de télévision pour Jennifer Garner
  - Meilleur acteur de télévision dans un second rôle pour Victor Garber
- Teen Choice Awards 2004 : Meilleure actrice dans une série dramatique pour Jennifer Garner
- Screen Actors Guild Awards 2005 : Meilleure actrice dans une série télévisée dramatique pour Jennifer Garner
- People's Choice Awards 2006 : Star féminine préférée de la télévision pour Jennifer Garner

## Séries dérivées etreboot: les projets avortés liés à la série
Peu avant la fin annoncée de la série, un pilote mettant en scène quelques-uns des personnages « maléfiques » de la série, Arvin Sloane et Kelly Peyton, fut envisagé, sans que ce projet ne débouche sur rien de concret. Un projet de film fut également évoqué, sans que ce projet ne débouche là non plus sur quelque chose de réellement concret.
Enfin, en mai 2010, Kristin Dos Santos de E! Online rapporta que la chaîne ABC envisageait peut-être un reboot de la série, dans une version débarrassée de toute la mythologie et des éléments liés au personnage de Rambaldi, afin de proposer une série plus accessible à une très large audience. Cette idée ne dépassa pas le stade du simple développement.